# Nasti

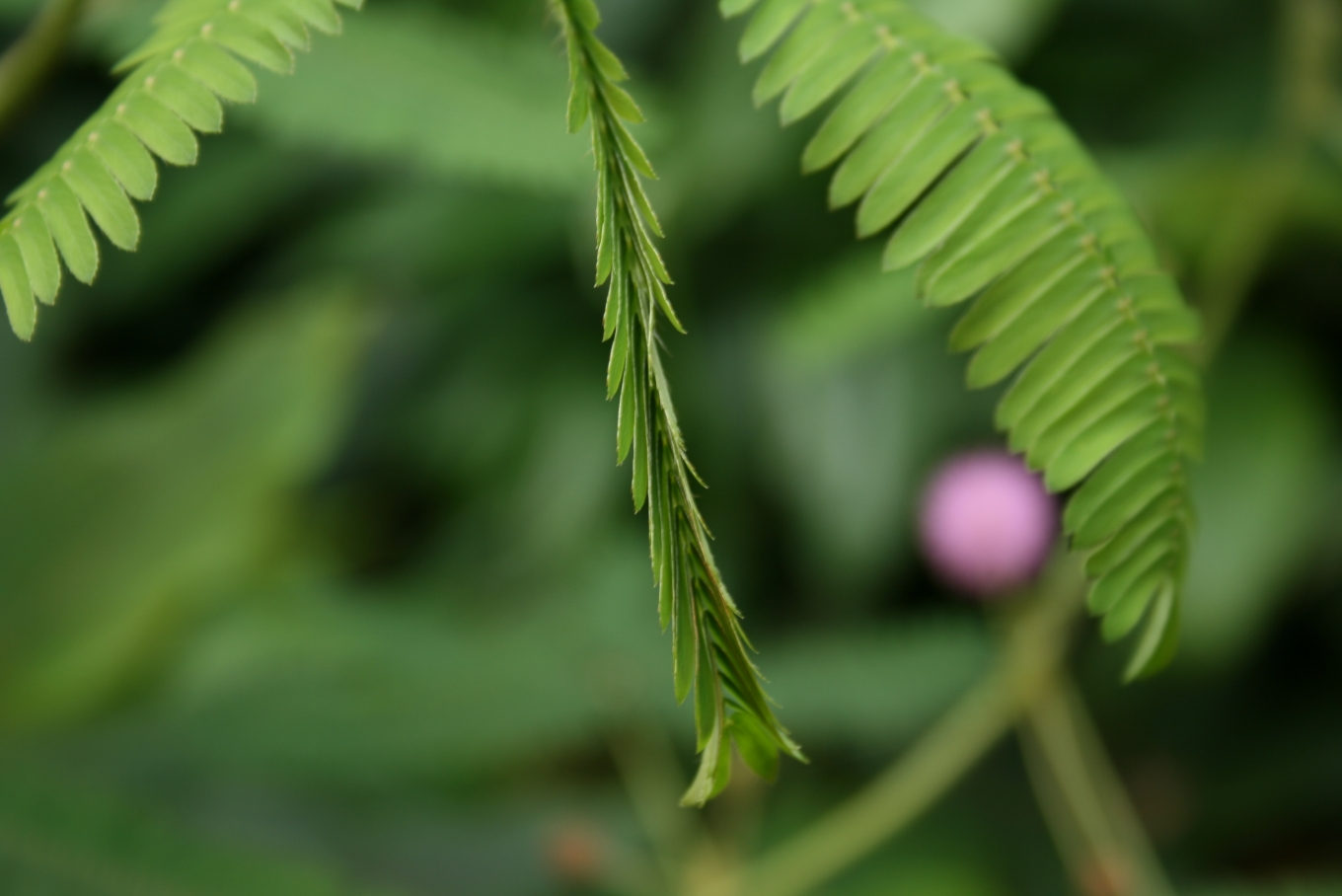
Mimosa pudica efter beröring

Nasti, när en växt rör sig som svar på stimuli i form av beröring, ljus eller temperatur. Till skillnad från tropism påverkas nasti inte av retningskällans läge utan själva den stimulerade vävnadens konstruktion.
Efter typen av stimuli skiljer man mellan geonasti, fotonasti och termonasti. Seismonasti förekommer hos bland annat köttätande växter och mimosor; deras blad rör sig vid beröring. Epinasti och hyponasti användes för att beskriva en rörelse som härrör från starkare tillväxt på över- respektive undersidan av grenar.
Därtill betecknar haptonasti en rörelse orsakad av beröring, kemonasti en rörelse orsakad av kemisk retning.